# Portland (Hrabstwo Monroe)
Portland – miasto w Stanach Zjednoczonych, w stanie Wisconsin, w hrabstwie Monroe.